# Adolf Wermuth
Adolf Wermuth (ur. 23 marca 1855 – zm. 11 października 1927) – niemiecki prawnik, urzędnik i polityk, burmistrz Berlina w latach 1912–1920.